# Hans Rucker
Johann (Hans) Rucker (Marktleugast, 1931 – München, 2011) was een Duitse beeldhouwer.

## Leven en werk
Rucker werd geboren in het Beierse Regierungsbezirk Opper-Franken. Van 1950 tot 1957 studeerde hij beeldhouwkunst aan de Akademie der Bildenden Künste in München. In 1966/67 verbleef hij met de Villa-Massimo-Preis in Rome.
De kunstenaar woonde en werkte in München, waar zich ook meerdere van zijn sculpturen in de openbare ruimte bevinden. Rucker werkte met de materialen steen en staal.

## Werk (selectie)
- Schnecke[2], Riemerschmidstraße in München (in samenwerking met Maria Rucker)
- Geländeskulptur[3], Helmholtz Zentrum in München
- Marmorbrunnen[4], Helmholtz Zentrum in München
- Eisernes Paar (1976), Michaelibad in München
- Ruckerbrunnen (1977), Rathausplatz in Erlangen
- Gesteinader, Klinikum Grossadern in München
- Holzturm, Neuss
- Sternbrunnen, München-Neuperlach
- Vorplatzgestaltung (1981), Europäische Schule in München
- Stadtbrunnen (1997), Marktplatz in Lauf an der Pegnitz

## Fotogalerij

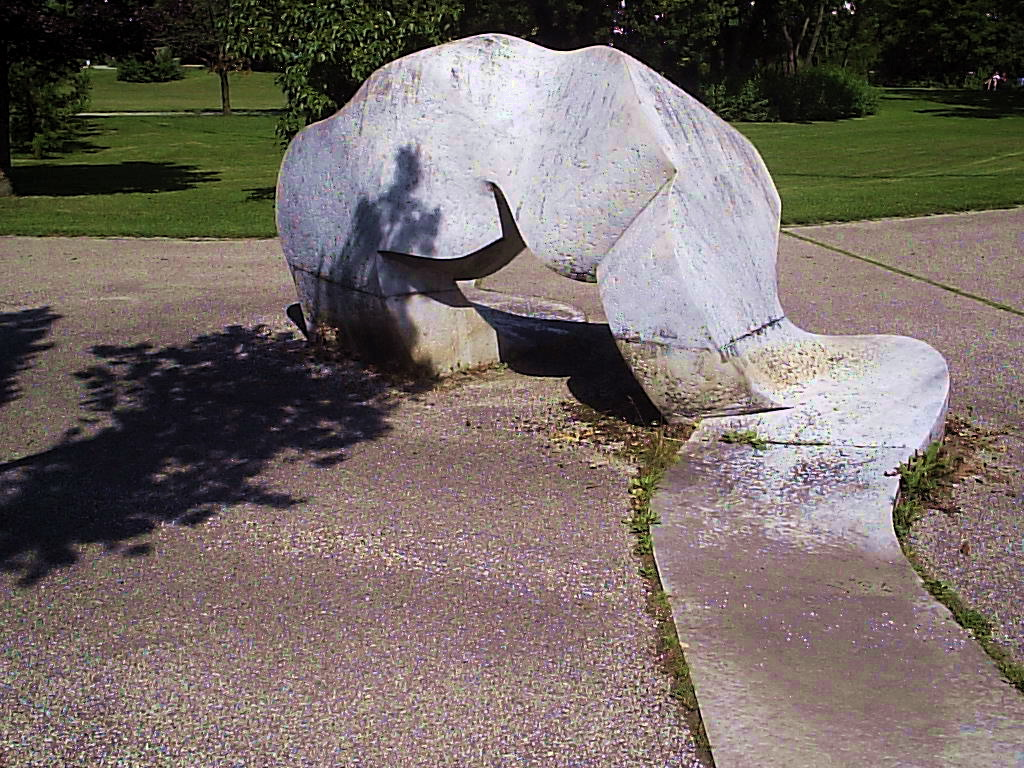
Gesteinsader, Klinikum Grosshadern
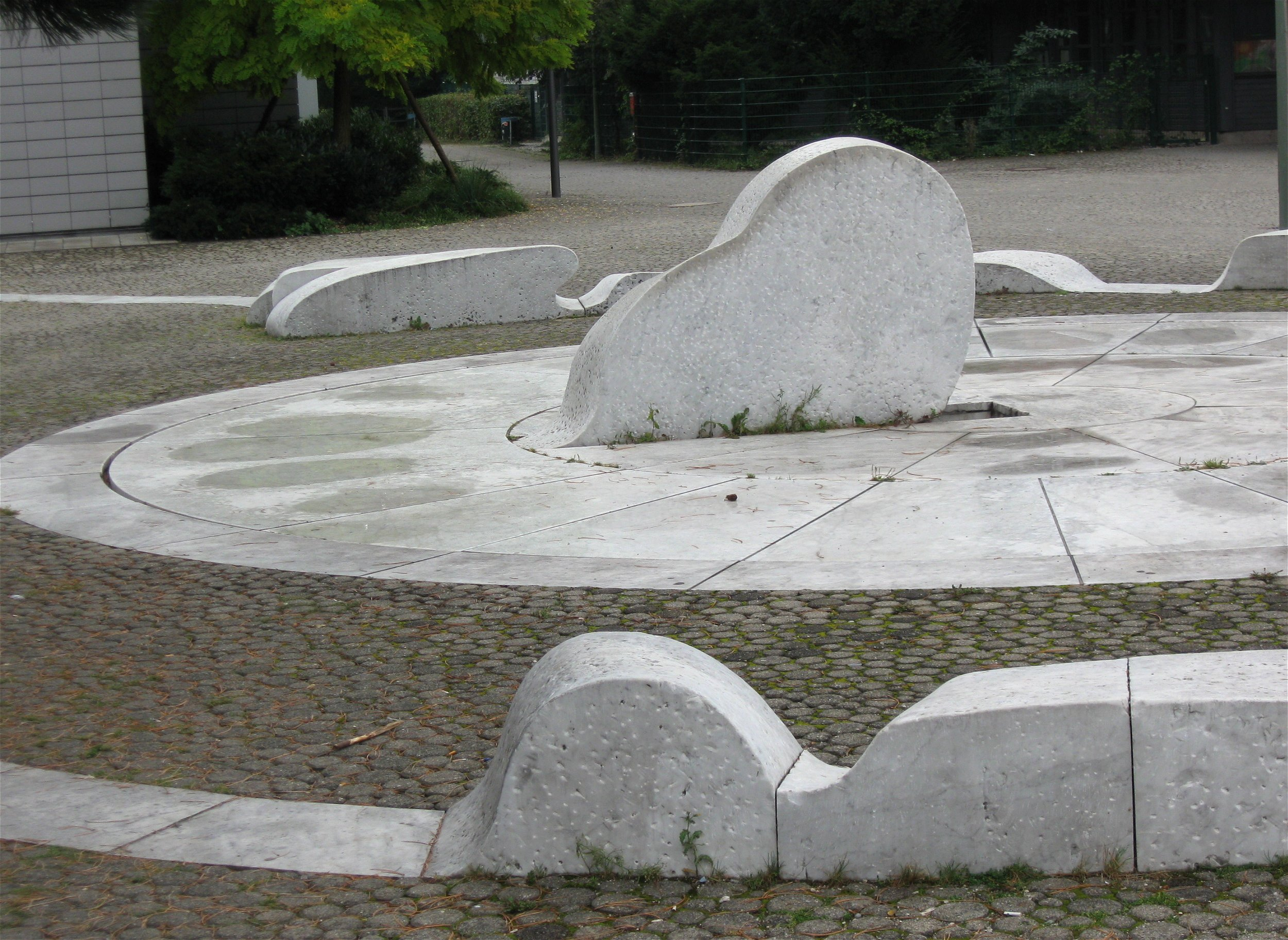
Vorplatzgestaltung, Europäische Schule
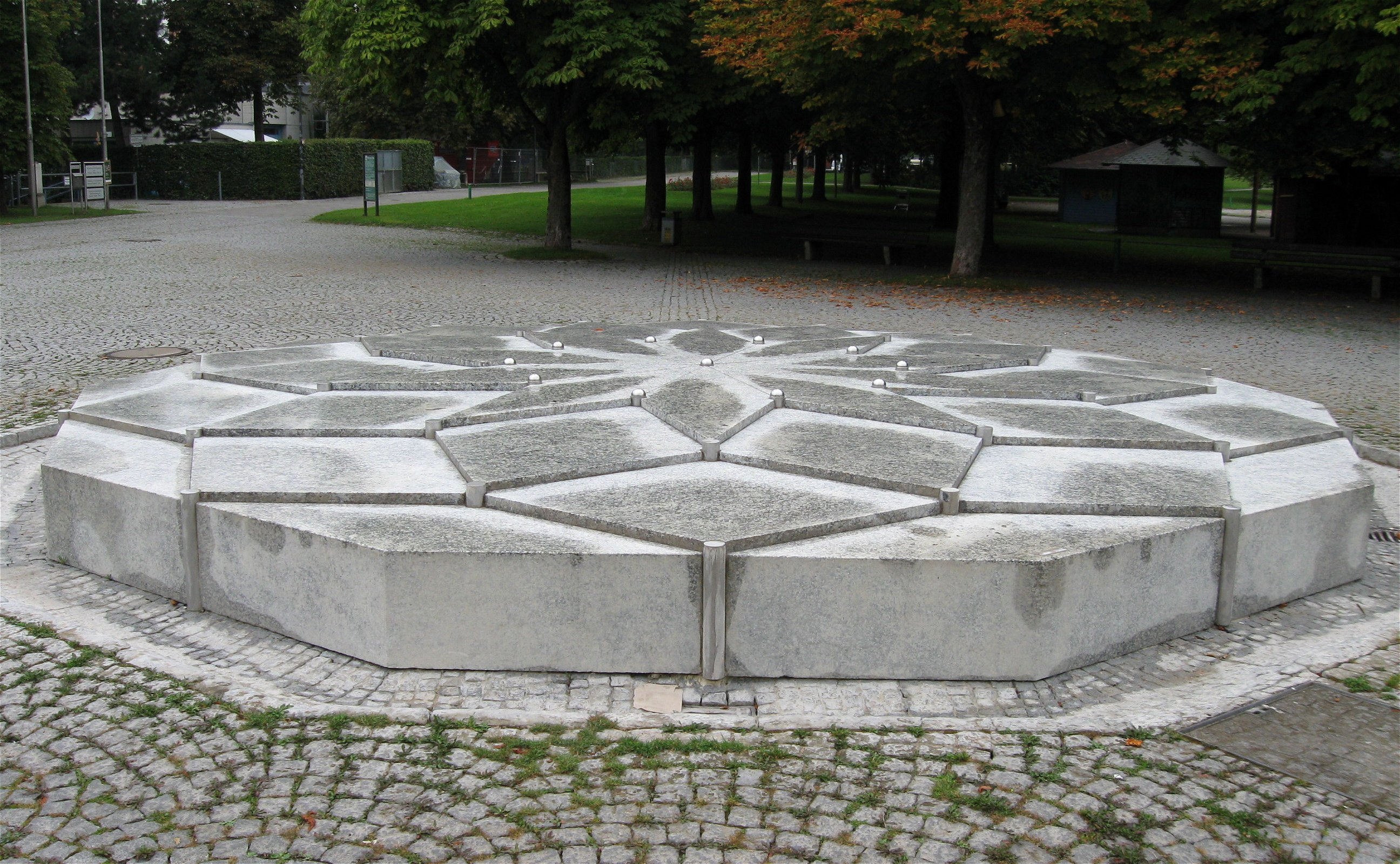
Sternbrunnen, München-Neuperlach
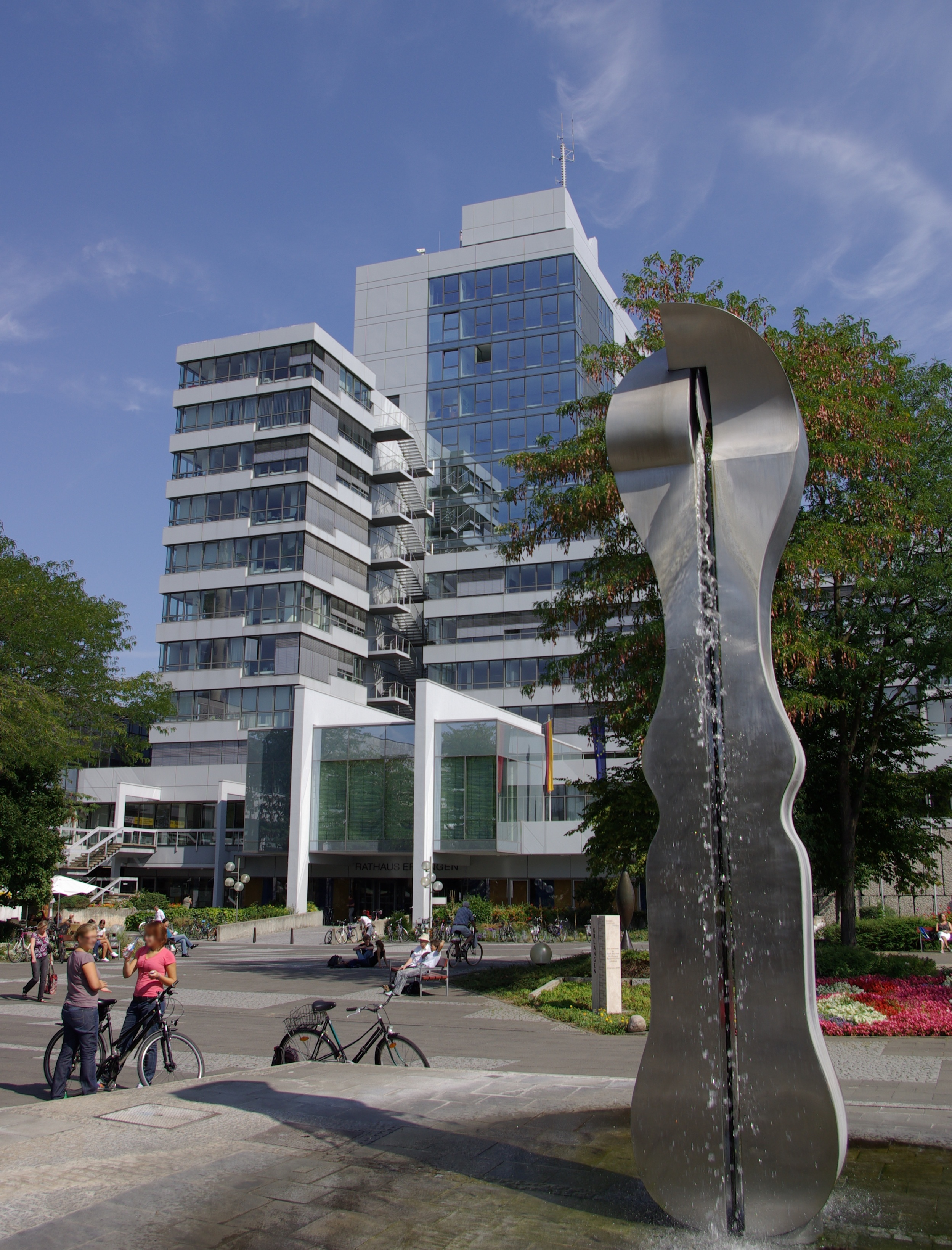
Ruckerbrunnen, Erlangen